# Gianfranco Miro Gori
Gianfranco Miro Gori (San Mauro Pascoli, 11 agosto 1951) è un saggista e poeta italiano.

## Biografia
Detto "Miro" in ricordo dello zio materno partigiano della 29ª brigata Gap "Gastone Sozzi", nasce a San Mauro Pascoli l'11 agosto 1951.
Dopo gli studi classici si è laureato in filosofia all'Università degli Studi di Bologna e ha conseguito il dottorato di ricerca in "storia e filologia del cinema" nello stesso ateneo.
Ha fondato la cineteca del comune di Rimini nel 1986, dirigendola fino al 2012.
Tra i primi a dedicarsi in Italia ai rapporti cinema e storia, si è occupato del regista Federico Fellini, dello sceneggiatore e poeta dialettale Tonino Guerra, del musicista Secondo Casadei e del poeta Giovanni Pascoli.
Nel 2000 ha progettato l'associazione culturale Sammauroindustria, della quale è stato eletto presidente varandone le iniziative principali: il Premio Pascoli di poesia, il concorso Un talento per la scarpa riservato ai giovani stilisti, il Processo del X agosto nella Torre.
Nel 2004 è stato eletto sindaco di San Mauro Pascoli (FC), carica che ha mantenuto fino al 2014.
Ha pubblicato, oltre a diversi saggi, un romanzo Senza Movente e quattro raccolte di poesie in dialetto (Strafócc, Chiamami Città, Rimini, 1995; Gnént, Pazzini, Verucchio, 1998; Cantèdi, Mobydick, Faenza, 2008; È cino, la gran bòta, la s-ciuptèda, Fara, Rimini, 2014).

## Opere

### Saggi
- Alessandro Blasetti, La Nuova Italia, Firenze 1983.
- Il cinema arriva in Romagna. Ambulanti, sale permanenti, spettacoli e spettatori tra ottocento e novecento, Maggioli, Rimini 1987.
- Patria diva. Il film storico nel ventennio fascista, La casa Usher, Firenze 1988.
- A come Amarcord. Piccolo dizionario del cinema riminese, Guaraldi, Rimini 1992.
- Insegna col cinema. Guida al film storico, Studium, Roma 1993.
- Cinetivù. Santarcangelo-Roma'35.'99, Raffaelli, Rimini 1999.
- È circal de giudéizi. Santarcangelo di Romagna nell'esperienza culturale del secondo dopoguerra. Catalogo della mostra: cinema e televisione, CLUEB, Bologna 2000.
- Guida alla Romagna di Secondo Casadei, Panozzo, Rimini 2002.
- Amici Nemici. Brescello piccolo mondo di celluloide, con Ezio Aldoni e Andrea Setti, 2007.
- Giovanni Pascoli. 1855-1912. Vita immagini ritratti, con Rosita Boschetti e Umberto Sereni, a cura di Valerio Cervetti, Grafiche Step Editrice, Parma 2012.
- Il nostro paese. Minilessico illustrato della sammauresità, con Roberto Arnone, Sammauropascolinews.it, 2015.
- Il ritorno annunciato. Pascoli e San Mauro: poesia fatti persone luoghi, con Rosita Boschetti e Piero Maroni, Il Ponte Vecchio, Cesena 2015.
- Le radici di Fellini. Romagnolo del mondo, Il Ponte Vecchio, Cesena 2016.
- Rimini nel cinema. Immagini e suoni di una storia ultracentenaria, Interno4, Rimini 2018.
- Ceppo e mannaia. Anarchici e rivoluzionari romagnoli nel mondo, Interno4, Rimini 2022
- Amarcord dalla a alla z, con Davide Bagnaresi, Edizioni Sabinae, Roma 2023
- Provinciali del mondo. Zavoli, Fellini e l'immaginario riminese, Aiep, Repubblica di San Marino 2023

### Poesia
- Strafócc. Versi e storie in dialetto romagnolo, Chiamami Città, Rimini, 1995.
- Gnént. Versi in dialetto romagnolo, Pazzini, Verucchio, 1998.
- Cantèdi, Mobydick, Faenza, 2008.
- È cino, la gran bòta, la s-ciuptèda, Fara, Rimini, 2014.
- La s-ciuptèda (La fucilata). Monologhi nel dialetto di San Mauro Pascoli (con cd letto da Elena Bucci e musicato da Luigi Ceccarelli e Paolo Ravaioli), Interno4, Rimini 2018.
- Artai. Versi nel dialetto romagnolo di San Mauro Pascoli (1995-2014), Tosca, Cesena 2019

I suoi testi poetici in romagnolo appaiono anche in:
- Pietro Civitareale, Poeti in romagnolo del Novecento. Antologia, Cofine, Roma 2006.
- Pietro Civitareale, Poeti della altre lingue (1990-2010), Cofine, Roma 2011.
- AA.VV., D'un sangue più vivo. Poeti romagnoli del Novecento, a cura di Gianfranco Lauretano e Nevio Spadoni, Il Vicolo, Cesena 2013.
- (EN)  Poets from Romagna, a cura di Giuseppe Bellosi, Cinnamon Press, 2013.
- L'Italia a pezzi. Antologia dei poeti italiani in dialetto e in altre lingue minoritarie tra novecento e duemila, a cura di Manuel Cohen, Valerio Cuccaroni, Giuseppe Nava, Rossella Renzi, Christina Sinicco, Gwynplaine, Camerano 2014.
- Dialetto lingua della poesia. Antologia, a cura di Ombretta Ciurnelli, Cofine, Roma 2015.

### Prosa
- Senza Movente, Mobydick, Faenza, 2000.

### Curatele
- Passato ridotto. Gli anni del dibattito su cinema e storia, La casa Usher, Firenze 1982.
- Pierre Sorlin, La storia nei film. Interpretazioni del passato, La Nuova Italia, Firenze 1984.
- Rimini et le cinema. Images, cineastés, histoires, Editions du Centre Pompidou, Paris 1989.
- Federico Fellini. Disegni anni '30-'70, Giusti, Rimini 1994
- Io FF il re del cine, con Giuseppe Ricci, Cineteca del comune di Rimini, 1994
- La storia al cinema. Ricostruzione del passato / interpretazione del presente, Bulzoni, Roma 1994.
- Pascoli socialista, Patron, Bologna 2003.
- Romagna mia. Passato e presente di una canzone tra la provincia e il mondo, Minerva, Bologna 2004.
- Pascoli e la cultura del Novecento, con Andrea Battistini e Clemente Mazzotta, Marsilio, Venezia 2007.
- Processo al '68, con la collaborazione di Serena Zavalloni, Il Ponte Vecchio, Cesena 2016.
- Il cinema nel fascismo, con Carlo De Maria, Bradypus, Roma, 2017.
- Processo alla Rivoluzione russa, con la collaborazione di Filippo Fabbri e Serena Zavalloni, Il Ponte Vecchio, Cesena 2018.
- Cinema e Resistenza. Immagini della società italiana, autori e percorsi biografici dal fascismo alla Repubblica, con Carlo De Maria, Bradypus, Roma 2019
- Sergio Giammarchi. Una storia partigiana, Il Ponte Vecchio, Cesena 2019
- Processo ai vitelloni, Il Ponte Vecchio, Cesena 2021
- Le ribelli di via della Ripa, Il Ponte Vecchio, Cesena 2021
- Pietro e Ferdinando Reali. Dall'emigrazione alla Resistenza alla Repubblica, Il Ponte Vecchio, Cesena 2022
- Processo a Ulisse, Il Ponte Vecchio, Cesena 2023
- Lo sguardo dell'altro. Fascismo e colonialismo visti dagli aggrediti ieri e oggi (con Alessandro Pollio Salimbeni), Atti del convegno, Forlì 15 ottobre 1922, Il Ponte Vecchio, Cesena 2023
- Giovanni Pascoli. Viaggio in Italia (con Rosita Boschetti), Il Ponte Vecchio, Cesena 2023